# Marie-Rose Astié de Valsayre
Claire Léonie Ferdinandine Tastayre, dite Marie de Valsayre et par la suite Marie-Rose Astié de Valsayre, née le 30 août 1846 et morte le 8 juin 1915, est une journaliste, militante féministe et socialiste. Elle est la première femme à tenter de faire abroger l’ordonnance de 1800 qui interdit aux femmes de porter un pantalon sans l'autorisation du préfet de police.

## Biographie

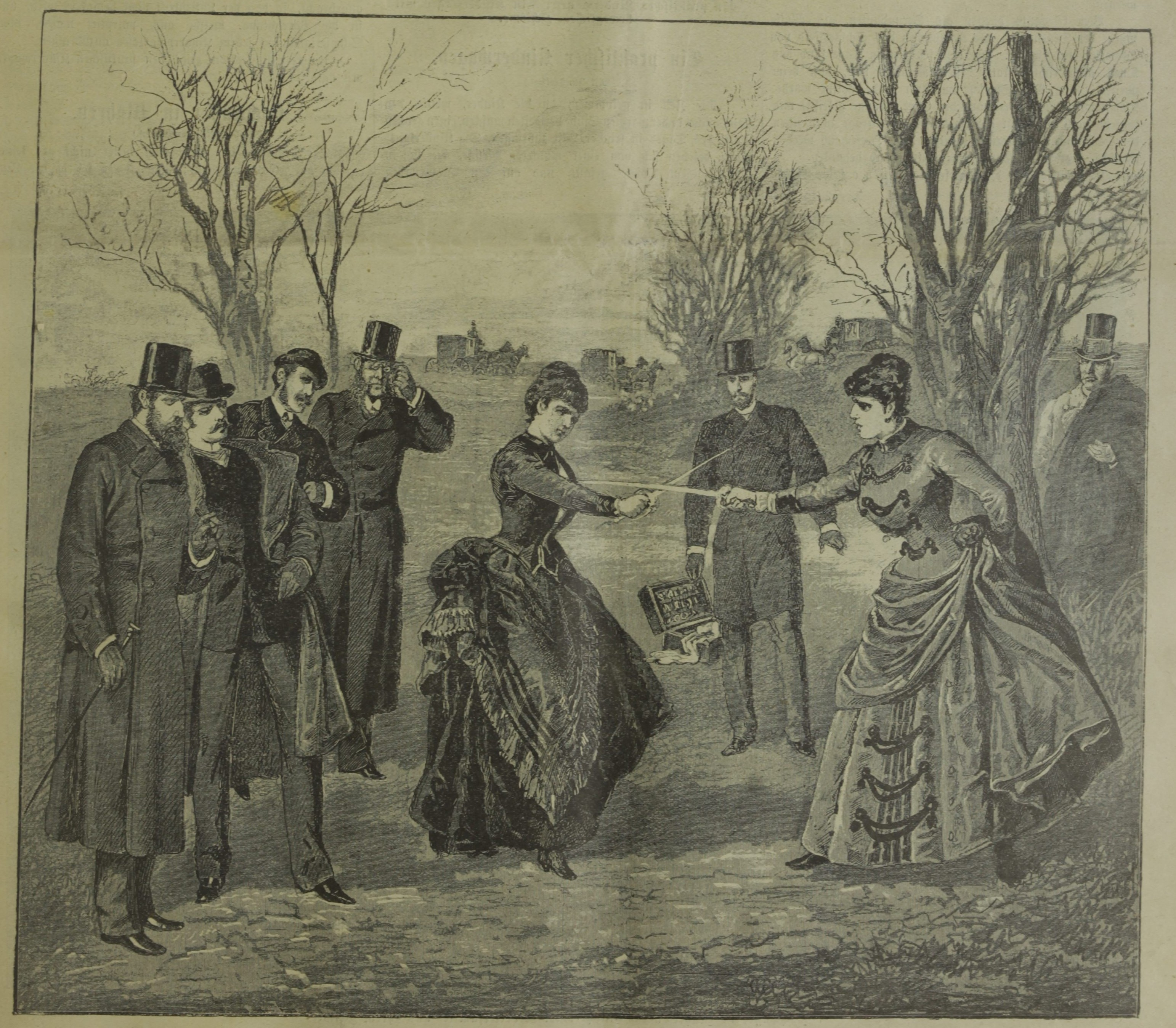
Vue d'artiste du duel entre Marie-Rose Astié de Valsayre et l'Américaine Miss Shelby.

Claire-Léonie Tastayre, née en 1846 à Paris, se fait connaître jeune pour ses talents musicaux sous le pseudonyme de Marie de Valsayre, elle est violoniste et compositrice.
En 1869, elle épouse un médecin, le docteur Astié. Elle a un fils. Elle commence des études de médecine et aurait servi comme infirmière pendant la guerre franco-prussienne de 1870. Parallèlement, secrétaire d'Émile de Girardin, elle entreprend une carrière de journaliste.
Après son veuvage (1881), elle gagne sa vie en faisant des arbres généalogiques et commence sa carrière féministe à contrepied, en publiant en 1882 un pamphlet, Les Amazones du siècle, sous le pseudonyme de Jehan des Etrivières, dans lequel elle attaque Louise Michel, Léonie Rouzade, Eugénie Pierre, Hubertine Auclert, Louise de Lassère, Louise Koppe et Eugénie Cheminat. Elle est alors une féministe modérée, militant surtout  pour le droit des femmes à l'éducation. Elle expose ses idées dans La Femme de France et La Femme dans la famille et dans la société de Louise Koppe ou dans Le Droit des femmes de Léon Richer, publiant aussi en 1883 un Mémoire sur l'utilité de l'enseignement de grammaire dans l'instruction de la femme.   À partir de 1885, elle se radicalise, et, réconciliée avec ses adversaires de la veille, elle écrit dans La Citoyenne d'Hubertine Auclert.
En 1886, sur le champ de bataille de Waterloo, elle bat en duel à l'épée une Américaine, Miss Shelby, pour l'honneur des femmes médecins françaises, que son adversaire proclamait inférieures à leurs collègues américaines,.
En juillet 1887, elle adresse une pétition aux députés demandant l'abrogation de l'ordonnance de 1800, qui interdit aux femmes de porter le pantalon. Loin d'être anecdotique, son initiative  possède une dimension hygiénique, sociale, économique, culturelle et politique. Il faut supprimer les jupes, véritables « balais de trottoirs » qui font serpent autour des jambes. Les femmes devraient pouvoir aller et venir sans entrave, sauter dans un tramway et voyager sans dépendre de personne. Les travailleuses pourraient enfin exercer des métiers qui leur sont aujourd'hui inaccessibles, devenir cochers ou maçons par exemple, échappant ainsi à la prostitution à laquelle beaucoup sont contraintes, faute de débouchés professionnels. Enfin, si les  députés se déclarent incompétents pour abroger une ordonnance de police, cela révèle que l'arbitraire règne toujours en France, un siècle après la Révolution.
En 1889, elle  fonde avec Eugénie Potonié-Pierre et Léonie Rouzade la Ligue des femmes socialistes , puis se porte candidate aux élections législatives de septembre 1889 dans le 18e arrondissement de Paris, mais les bulletins à son nom ne sont pas comptabilisés. En 1890, elle fonde la Ligue d'affranchissement des femmes. Ses revendications sont radicales : égalité des salaires, accès pour les femmes à toutes les études et professions, et droit de vote féminin. En cet âge d'or de la presse écrite, la ligue médiatise ses actions en publiant des ordres du jour fracassants et connaît un bref succès, avant qu'Astié se trouve marginalisée dans le mouvement féministe, la Ligue de l'affranchissement des femmes étant concurrencée par la Solidarité des femmes fondée en 1891 par Eugénie Potonié-Pierre. Parallèlement, Astié milite au Parti ouvrier socialiste révolutionnaire, à la Libre-pensée, et contribue, avec Louise Michel, à la fondation de syndicats de femmes.
En 1893, elle est à nouveau candidate aux élections législatives mais renonce, et aux élections municipales à Paris avec quatre autres femmes. Pendant la répression de janvier et février 1894, Astié de Valsayre propose à Auguste Vaillant de s'occuper de sa fille, Sidonie Vaillant, après sa condamnation à mort.
En 1895, elle fait campagne contre un projet d'interdire aux femmes cyclistes de porter le pantalon ailleurs que sur leur vélo.
De 1897 à 1901, elle dirige la revue bimensuelle La Femme de l'avenir sous le pseudonyme d'Avricourt.
Elle n'a cessé de publier ses articles sous de nombreux pseudonymes, masculins, féminins ou neutres :   Jehan des Etrivières, Avricourt, Fernand Marceau, Jean Misère, Jean d'en Face et Jane d'en Face, Dame Marthe, une Dame au Balcon, Dona Quichotta, Astié de Valsayre... bien qu'elle soit hostile à l'usage des pseudonymes.

## Compositrice
Dans son étude biographique consacrée à Marie de Valsayre, Eutrope Lambert recense : 
- Ma gondole, barcarolle[11], paroles de Joseph Gouverneur, 1864
- Fille des nuits, invocation, duo pour deux voix égales, paroles de Joseph Gouverneur[12], 1864
- Un soir d'été[13], paroles d’Eutrope Lambert
- Un ange ! mélodie, paroles de Théodore Leclerc, 1865
- Enfantine, berceuse
- Héroïnes polonaises, mazurka héroïque pour piano, 1864
- Les Sapeurs pompiers, chanson à boire avec chœur, paroles de Joseph Gouverneur, 1907
- Martha, ballade, paroles d’Eutrope Lambert, 1866
- Nuits d'hiver, paroles d’Eutrope Lambert, 1866
- Après l'orage, tyrolienne / paroles d’Eutrope Lambert, 1866 lire en ligne sur Gallica

## Publications
Claire Tastayre a surtout écrit dans les journaux et publié  quelques brochures : 
- Jehan des Etrivières, Les Amazones du siècle (les Gueulardes de Gambetta), Paris, 1882, L'amour à la husarde, 1880. Il ne reste aucune trace à ce jour de dernier écrit. Son manuscrit, en revanche, avec la double signature (son nom et son pseudo Jehan des Etrivières) figurant dessus est entre les mains d'un collectionneur toulousain (R. Pluchet). La date de son écriture reste approximative.
- Marie  Astié de Valsayre Mémoire sur l'utilité de l'enseignement de grammaire dans l'instruction de la femme, adressé à MM. les députés, Paris 1883, 20 p.lire en ligne sur Gallica
- Jean Misère Le retour de l'exilé, récits dramatiques, Paris, A. Repos, 1887, 15 p.
- Astié de Valsayre, Deuxième aux Pharisiens. Le Gouffre de la rue Lafayette. Cartel au Petit journal au sujet des somnambules et tireuses de cartes que recommande son annonce mercantile, Paris, F. Harry, 1887, 16 p.
- Fernand Marceau Le secret d'Hermine (épisode de 1870), Clermont, impr. Daix Frères 1896, 15 p.

## Postérité

### Cinéma
Marie-Rose Astié de Valsayre est interpétée par Doria Tillier dans le film Une affaire d'honneur (2023) réalisé par Vincent Perez. L'action se centre autour d'une partie de la vie de la militante et bretteuse en 1887.

## Notes et références

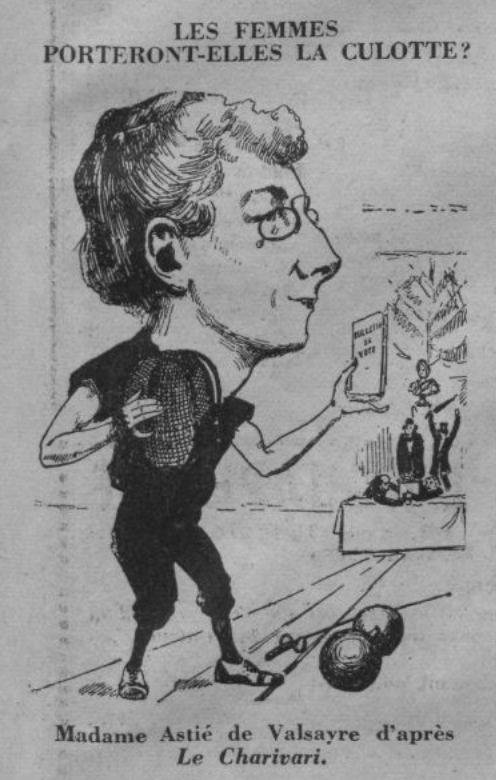
Caricature du Charivari de 1889.